# Radeburg
Radeburg är en stad i Landkreis Meissen i förbundslandet Sachsen i Tyskland. Staden har cirka 7 600 invånare.